# Turośl (gromada w powiecie kolneńskim)
Turośl – dawna gromada, czyli najmniejsza jednostka podziału terytorialnego Polskiej Rzeczypospolitej Ludowej w latach 1954–1972.
Gromady, z gromadzkimi radami narodowymi (GRN) jako organami władzy najniższego stopnia na wsi, funkcjonowały od reformy reorganizującej administrację wiejską przeprowadzonej jesienią 1954 do momentu ich zniesienia z dniem 1 stycznia 1973, tym samym wypierając organizację gminną w latach 1954–1972.
Gromadę Turośl z siedzibą GRN w Turośli utworzono – jako jedną z 8759 gromad – w powiecie kolneńskim w woj. białostockim, na mocy uchwały nr 17/V WRN w Białymstoku z dnia 4 października 1954. W skład jednostki weszły obszary dotychczasowych gromad Turośl, Nowa Ruda, Cieloszka i Potasie oraz kolonia Popiołki z dotychczasowej gromady Popiołki ze zniesionej gminy Turośl w tymże powiecie. Dla gromady ustalono 15 członków gromadzkiej rady narodowej.
1 stycznia 1958 do gromady Turośl przyłączono wsie Krusza i Charubin ze zniesionej gromady Krusza.
31 grudnia 1959 do gromady Turośl przyłączono wieś Szablaki i kolonię Popiołki ze zniesionej gromady Kozioł oraz wsie Adamusy i Trzcińskie, kolonię Podgórne oraz obszar lasów państwowych N-ctwa Kolno obejmujący oddział 166 ze zniesionej gromady Ptaki.
31 grudnia 1961 do gromady Turośl przyłączono wieś Cieciory oraz obszar lasów państwowych N-ctwa Kolno obejmujący oddziały 168, 169, 175—179, 186—190, 196—200 ze zniesionej gromady Cieciory oraz wieś Wanacja ze zniesionej gromady Ksebki.
1 stycznia 1969 do gromady Turośl przyłączono wsie Gietki, Ptaki, Pupki i Samule ze zniesionej gromady Zabiele.
1 stycznia 1972 z gromady Turośl wyłączono wieś Gietki włączając ją do gromady Kolno.
Gromada przetrwała do końca 1972 roku, czyli do kolejnej reformy gminnej. Z dniem 1 stycznia 1973 roku reaktywowano gminę Turośl.